# Glos-la-Ferrière
Glos-la-Ferrière foi uma comuna francesa na região administrativa da Normandia, no departamento Orne. Estendia-se por uma área de 12,6 km². Em 2010 a comuna tinha 561 habitantes (densidade: 44,5 hab./km²).
Em 1 de janeiro de 2016, passou a formar parte da nova comuna de La Ferté-en-Ouche.